# خناثة بنونة
خُنَاثَة بَنُّونَة (مواليد 1940) كاتبة و أديبة مغربية . ولدت في 24 شتنبر 1940 بفاس. اشتغلت بالتدريس ثم عينت في 1968 مديرة للتعليم الثانوي بالدار البيضاء. نالت جائزة القدس الأدبية لسنة 2013.

## من أعمالها الأدبية[6]
- إصدار أول مجلة ثقافية نسائية بالمغرب تحت اسم "شروق"
- لِيَسْقُطِ الصمت ( 1967 ) – دار الكتاب – البيضاء – 205 صفحة. و هي أول مجموعة قصصية نسائية بالمغرب
- النار والاختيار ( 1969 ) – مطبعة الرسالة – الرباط – 232 صفحة.

و هي أول رواية نسائية بالمغرب وقد حصلت على الجائزة الأدبية الأولى بالمغرب بأقلام الرجال أو النساء، ولقد قدمتها الكاتبة هدية لمنظمة التحرير الفلسطينية فتح حيث بيعت فالمزاد في العالم ووصلت النسخة الواحدة آنذاك إلى مليون فرنك لصالح النضال الفلسطيني وذلك لربط ما هو نظري و فكري بما هو عملي كما تؤمن الكاتبة بذلك. ولقد قررت وزارة التربية الوطنية بالمغرب بأن تدرس هاته الرواية في جميع ثانويات المغرب لمدة سنوات.
ولقد تناولتها عدة أطروحات (دكتورة الدولة) وبالأخص في المشرق، كما أنها صنفت لمدة سنوات على أنها تماطل الأدب القومي في أكتر المغرب العربي الخمس.[مبهم]
- الصورة والصوت ( 1975 ) – دار النشر المغربية – البيضاء – 100 صفحة. مجموعة قصصية
- العاصفة ( 1979 ) – مطبعة الرسالة – الرباط – 102 صفحة . مجموعة قصصية
- الغد والغضب ( 1984 ) – مشروع النشر المشترك – طرابلس – 267 صفحة. رواية طبعت مرات عدة في المغرب والعراق (6 مرات) بالإضافة لليبيا
- الصمت الناطق ( 1987 ) - منشورات عيون المقالات – البيضاء – 194 صفحة.
- الحب الرسمي ( 2006 ) – البوكيلي للطباعة – القنيطرة – 132 صفحة.
- الأعمال الكاملة ( 2008 ) – منشورات وزارة الثقافة – الرباط. وهي أول أعمال كاملة لأديبة في المغرب
- ذاكرة قلم (2008)